# جورج تیلور (بازیکن فوتبال، زاده ۱۹۲۰)
جورج تیلور (انگلیسی: George Taylor؛ ۲۱ مارس ۱۹۲۰ – اکتبر ۱۹۸۳) بازیکن فوتبال اهل انگلستان بود.
از باشگاه‌هایی که وی در آن بازی کرده است می‌توان به باشگاه فوتبال سیتینگبورو و باشگاه فوتبال وستهام یونایتد اشاره کرد.